# Sutla
Sutla este o arie protejată (sit de importanță comunitară — SCI) din Croația întinsă pe o suprafață de 155,55 ha, integral pe uscat.

## Localizare
Centrul sitului Sutla este situat la coordonatele 46°05′46″N 15°37′26″E / 46.096°N 15.624°E.

## Înființare
Situl Sutla a fost declarat sit de importanță comunitară în iulie 2013 pentru a proteja 13 specii de animale.

## Biodiversitate
Situată în ecoregiunea continentală, aria protejată nu include niciun habitat protejat.
La baza desemnării sitului se află mai multe specii protejate:
- mamifere (1): vidră de râu (Lutra lutra)
- nevertebrate (1): Unio crassus
- pești (11): Barbus balcanicus, Cobitis elongata, Cobitis elongatoides, zglăvoacă (Cottus gobio), Eudontomyzon vladykovi, boarță (Rhodeus amarus), porcușor de nisip (Romanogobio kesslerii), porcușor de vad (Romanogobio uranoscopus), porcușor de șes (Romanogobio vladykovi), babușcă de tur (Rutilus virgo), fusar (Zingel streber)